# Satsuki Watabe
Satsuki Watabe –en japonés, 渡部 五月, Watabe Satsuki– es una deportista japonesa que compitió en judo. Ganó una medalla de bronce en el Campeonato Asiático de Judo de 1985, en la categoría de –56 kg.

## Palmarés internacional
| Campeonato Asiático | Campeonato Asiático | Campeonato Asiático | Campeonato Asiático |
| Año                 | Lugar               | Medalla             | Categoría           |
| ------------------- | ------------------- | ------------------- | ------------------- |
| 1985                | Tokio (Japón)       | Medalla de bronce   | –56 kg              |